# WTCC i Portugal
FIA WTCC Race of Portugal är den portugisiska deltävlingen av FIA:s standardvagnsvärldsmästerskap, World Touring Car Championship.
Tävlingen kördes första gången år 2007, då på stadsbanan i Porto, Circuito da Boavista. Till 2008 flyttades den till Estoril, men år 2009 var den tillbaka på i Porto för det hundrade racet i WTCC sedan starten 2005. Det andra racet, som var det hundrade, vanns av brasilianaren Augusto Farfus.
Till säsongen 2010 flyttades racen i Portugal från Circuito da Boavista till den nybyggda Autódromo Internacional do Algarve i Portimão. År 2011 var man dock tillbaka i Porto, för att sedan flytta den till Portimão för säsongen 2012.

## Säsonger
| År   | Bana                               | Race | Segrare förare                   | Segrare modell              | Rapport              |
| ---- | ---------------------------------- | ---- | -------------------------------- | --------------------------- | -------------------- |
| 2012 | Autódromo Internacional do Algarve | 1 2  | Yvan Muller Alain Menu           | Chevrolet Cruze 1.6T        | WTCC i Portugal 2012 |
| 2011 | Circuito da Boavista               | 1 2  | Alain Menu Robert Huff           | Chevrolet Cruze 1.6T        | WTCC i Portugal 2011 |
| 2010 | Autódromo Internacional do Algarve | 1 2  | Tiago Monteiro Gabriele Tarquini | SEAT León 2.0 TDi           | WTCC i Portugal 2010 |
| 2009 | Circuito da Boavista               | 1 2  | Gabriele Tarquini Augusto Farfus | SEAT León 2.0 TDi BMW 320si | WTCC i Portugal 2009 |
| 2008 | Autódromo Fernanda Pires da Silva  | 1 2  | Rickard Rydell Tiago Monteiro    | SEAT León TDi               | WTCC i Portugal 2008 |
| 2007 | Circuito da Boavista               | 1 2  | Alain Menu Andy Priaulx          | Chevrolet Lacetti BMW 320si | WTCC i Portugal 2007 |